# 1889 en architecture
| Années de l'architecture : 1886 - 1887 - 1888 - 1889 - 1890 - 1891 - 1892    |
| Décennies de l'architecture : 1850 - 1860 - 1870 - 1880 - 1890 - 1900 - 1910 |

Cet article présente les faits marquants de l'année 1889 en architecture.

## Réalisations

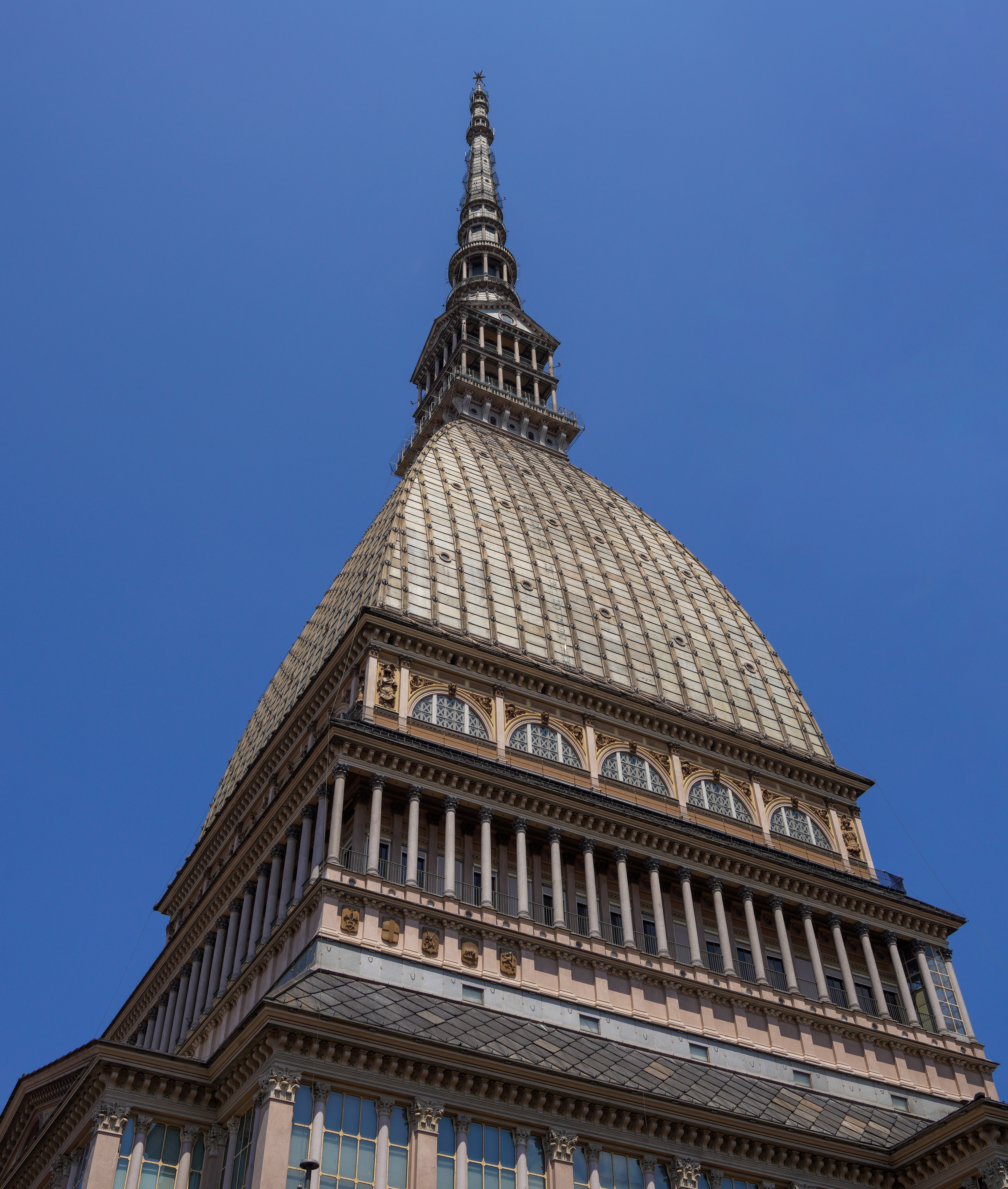
Le môle d'Antonelli.

- 31 mars : inauguration de la tour Eiffel à Paris construite par Gustave Eiffel.
- Construction du palais Güell à Barcelone par Antoni Gaudí.
- Construction de l'Auditorium Building à Chicago par Louis Sullivan et Dankmar Adler.
- Construction du môle d'Antonelli à Turin par Alessandro Antonelli.
- Construction à Moscou dans le style néo-nationaliste des galeries marchandes de l’actuel Goum par Pomerantsev (en) (fin en 1893).
- Éthiopie : Ménélik II fait édifier sur les hauteurs d’Entotto les églises de Maryam et de Ragouél.
- Palácio Rio Negro à Petrópolis au Brésil, par l'architecte italien Antonio Jannuzzi, devenu une des résidences officielles du président du Brésil.
- Publication de L'Art de bâtir les villes, essai de Camillo Sitte.

## Événements
- 6 mai → 30 octobre : l'exposition universelle se déroule à Paris.
- 10 août : inauguration du musée impérial d'histoire naturelle (K.k. Naturhistorisches Hofmuseum) dans le Hofburg à Vienne. Du 13 août à la fin décembre de la même année, le musée accueillera près de 175 000 visiteurs.

## Récompenses
- Royal Gold Medal : Charles Thomas Newton.
- Prix de Rome : Louis Sortais premier grand prix ; Constant Désiré Despradelle, premier second grand prix.

## Naissances
- 24 juin : Charles Cowles-Voysey († 1981).
- 22 juillet : Wassili Luckhardt († 2 décembre 1972).
- 28 novembre : Ralph Thomas Walker († 1973).

## Décès
- 3 juin : Marius Vallin, architecte français.